# Maho Beach
Pour les articles homonymes, voir Maho.

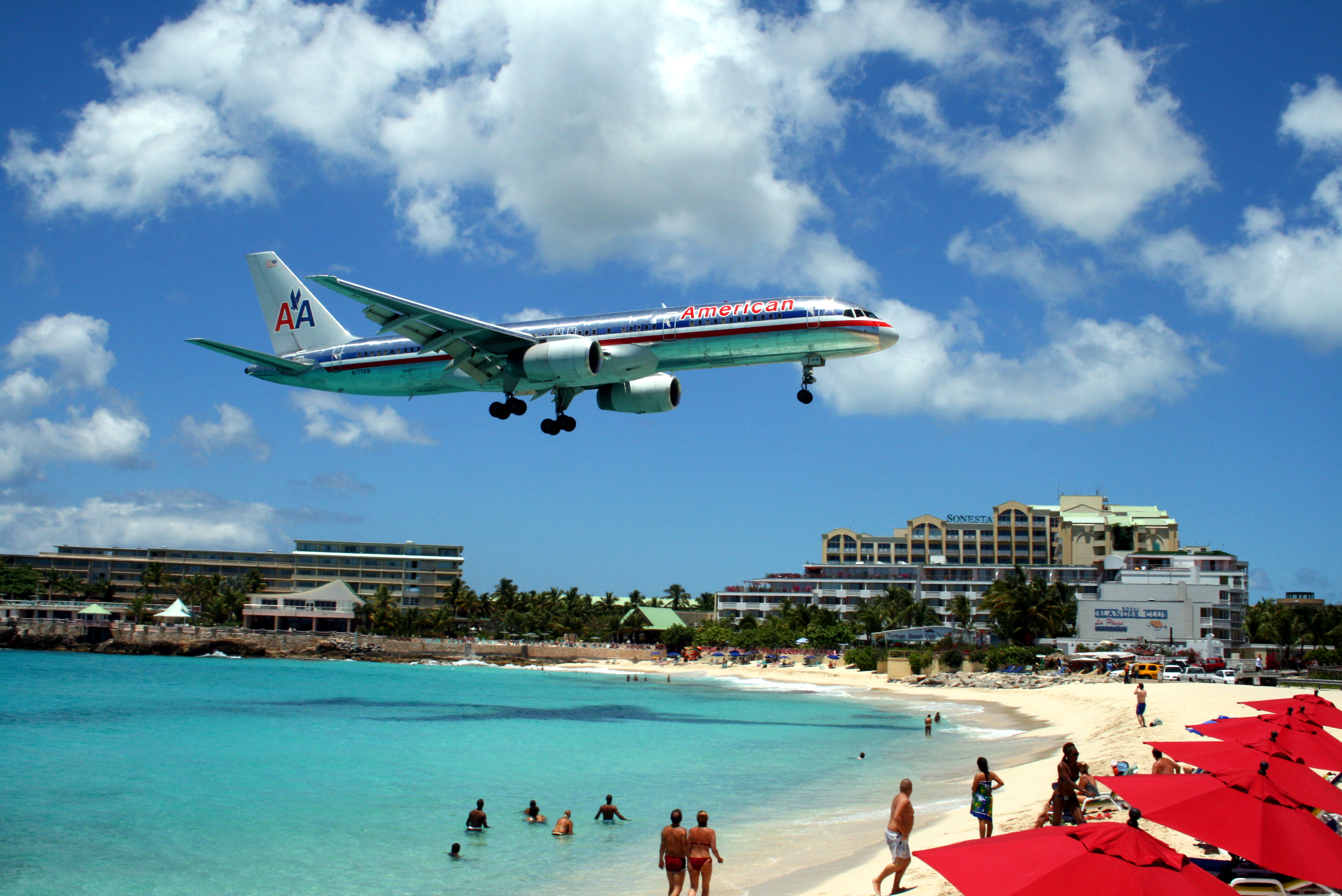
Boeing 757 en approche finale au-dessus de Maho Beach

Maho Beach est une plage située à Saint-Martin, partie néerlandaise de l'île du même nom, dans les Antilles. Elle est mondialement connue du fait de sa proximité avec l'aéroport Princess Juliana.

## Présentation
La plage de Maho Beach est constituée de sable blanc et possède peu de végétation à cause de l'érosion créée par le souffle des réacteurs. À proximité de la plage, on trouve l'hôtel Caravanserai, le célèbre Sunset Beach Bar et d'autres restaurants et night clubs comme le Bamboo Bernie's et le Bliss.
Le 16 octobre 2008, la zone de Maho a été touchée par l'ouragan Omar qui a détruit la plupart des restaurants à proximité. Ces mêmes restaurants ont rouvert en novembre 2009. 

## Piste 10 de l'aéroport
La plage de Maho Beach est l'un des rares lieux permettant d'admirer la trajectoire des avions tout en se trouvant physiquement en bout de piste. Regarder les avions au-dessus de la plage est devenu une activité tellement populaire que les horaires de départ et d'arrivée des différentes compagnies sont affichés sur un tableau dans les bars (le Sunset Beach Bar and Grill dispose même d'une enceinte à l'extérieur qui diffuse les communications radios entre les pilotes et les contrôleurs aériens). 
La piste 10/28 était au début la piste 09/27. Le changement d'indicatif est dû à la variation du champ magnétique terrestre. Ce changement s'est produit le 1er novembre 2008.

### Atterrissages des avions
La piste 10 étant relativement courte (2 180 m), les avions en phase d'approche sont contraints de se poser le plus près possible du seuil de piste, et doivent par conséquent procéder à une approche à basse altitude, passant ainsi à quelques mètres au-dessus des personnes situées sur la plage. Ces approches spectaculaires (comprenant des avions de types Boeing 747 ou Airbus A340) ont rendu ce lieu célèbre parmi la communauté des spotters.

### Décollages des avions

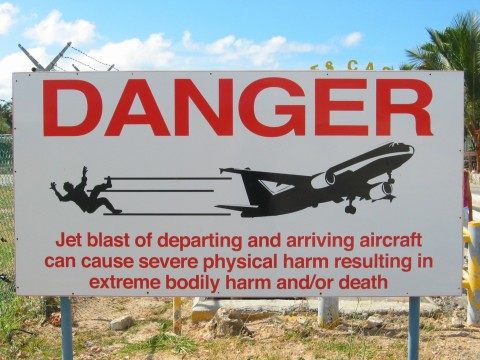
Panneau d'avertissement informant des risques du souffle des réacteurs.

Sur la piste 10, les avions en phase de préparation avant le décollage se positionnent à l'arrêt en bout piste, à quelques dizaines de mètres de la plage seulement, réacteurs en direction des baigneurs. Lorsque les très gros avions mettent alors pleins gaz pour décoller, les personnes situées sur la plage peuvent recevoir des objets (déchets), des pierres ou du sable violemment projetés, ou encore être projetées dans l'eau à cause du très puissant souffle des réacteurs  provoquant parfois de plus ou moins graves blessures, pouvant être mortelles. De plus, l'odeur du kérosène brûlé est très incommodante, et le sable projeté peut provoquer sur la peau un picotement violent et désagréable et constitue un fort risque de blessure pour les yeux.
Ce souffle peut également provoquer de grosses vagues faisant le bonheur des véliplanchistes et skimboarders. Les autorités locales préviennent cependant par un panneau que la proximité des décollages et atterrissages des avions peut « causer de graves blessures et/ou entraîner la mort ». Un grillage supplémentaire a été récemment mis en place derrière la piste 10 pour éviter que certains touristes irresponsables s'accrochant au premier soient « soufflés » par les réacteurs des avions. Malgré les nombreuses mises en garde écrites, aucune surveillance des autorités n'est exercée et les touristes inconscients continuent à s'accrocher au grillage de la piste lors des décollages d'avions.

### Accidents
Le 12 juillet 2017, une néo-zélandaise de 57 ans décède sur la plage de Maho à cause des effets du décollage d'un avion. Accrochée à une clôture, elle ne peut résister à la pression du souffle au décollage du vol 457 de la Caribbean Airlines qui l'arrache du grillage. Projetée à terre, sa tête heurte violemment une des deux bordures de la route qui longe l'arrière de la piste,. C'est le premier décès connu à cet endroit réputé dangereux et où ont déjà été constatés de nombreux blessés et dégâts matériels.